# Paolo Ferrari (attore)
Paolo Ferrari, nato Paolo Vitta (Bruxelles, 26 febbraio 1929 – Monterotondo, 6 maggio 2018), è stato un attore, doppiatore e conduttore televisivo italiano.

## Biografia

Ferrari e Vittorio Gassman in Il Mattatore (1959)

Nato a Bruxelles, figlio del console italiano in Congo belga (poco dopo la sua nascita i genitori rientrarono in Italia), Paolo Ferrari esordì all'età di 9 anni alla radio EIAR, con un programma in cui interpretava il balilla Paolo. Nel 1938 avvenne anche il suo esordio cinematografico nel film Ettore Fieramosca di Alessandro Blasetti, col nome di "Tao" Ferrari (in seguito, "Tao" fu anche il nome del personaggio interpretato da Ferrari in Susanna tutta panna). Fu l'inizio di una carriera di attore bambino, che lo portò nei primi anni quaranta a interpretare altri quattro film.
Nel dopoguerra Ferrari riprese l'attività da giovane attore nel cinema, alla radio (Rosso e nero n° 2, 1955, con Nino Manfredi e Gianni Bonagura) e quindi alla televisione, iniziando come doppiatore presso la ODI di Roma di David Niven in Scala al paradiso, Franco Citti in Accattone di Pier Paolo Pasolini e Jean-Louis Trintignant nel Il sorpasso di Dino Risi: nei primi anni settanta ridoppiò alcuni film con Humphrey Bogart doppiati in precedenza da Bruno Persa: Il mistero del falco, Il grande sonno e Agguato ai tropici.
Nel 1959, dopo aver preso parte con Vittorio Gassman e Marina Bonfigli (che aveva sposato tre anni prima) al programma televisivo Rai Il Mattatore, condusse Giallo club - Invito al poliziesco. L'anno seguente presentò con Enza Sampò il Festival della canzone italiana di Sanremo. Attore di formazione teatrale, negli anni settanta partecipò a numerosi sceneggiati televisivi, fra cui Nero Wolfe e Accadde a Lisbona, rispettivamente al fianco di Tino Buazzelli e Paolo Stoppa, diventando uno dei più popolari ed apprezzati volti del piccolo schermo di quegli anni.
Con il declinare della stagione d'oro degli sceneggiati televisivi, dalla seconda metà degli anni ottanta l'attore ha diradato la sua presenza in televisione, dedicandosi maggiormente al teatro.
Dopo molti anni di assenza, ritornò sul piccolo schermo nella parte del "pensionato" del telefilm di Rai 2 Disokkupati (1997): quaranta puntate con la regia di Franza Di Rosa interpretate al fianco di Pier Francesco Loche, Sabrina Impacciatore, Adolfo Margiotta e Stefano Masciarelli. Nella serie televisiva Orgoglio (2004-2006) rivestì il ruolo del marchese Giuseppe Obrofari, uno dei personaggi principali. Tra il 2007 e il 2008 fu nel cast della soap opera Incantesimo con Delia Boccardo nel ruolo di Luciano Mauri, mentre nel 2011 di quello della miniserie in due puntate Notte prima degli esami '82.

Paolo Ferrari (a sin.) intervista il cantante Giancarlo Guardabassi

Popolarissimo negli anni settanta come testimonial del detersivo Dash in Carosello, nel 2008 riprese il ruolo con Fabio De Luigi come "suo angelo custode". Vincitore nel 2006 del Premio Gassman alla carriera, morì il 6 maggio 2018 a 89 anni, dopo una lunga malattia, all'ospedale di Monterotondo.

## Vita privata
Dal primo matrimonio con l'attrice Marina Bonfigli sono nati due figli: Fabio, anch'egli attore, e Daniele. Sposatosi in seconde nozze con l'attrice Laura Tavanti, ha avuto con lei il terzo figlio, Stefano. Era tifoso della Lazio.

## Filmografia

### Cinema
- Ettore Fieramosca, regia di Alessandro Blasetti (1938)
- Kean, regia di Guido Brignone (1940)
- Odessa in fiamme, regia di Carmine Gallone (1942)
- I pagliacci, regia di Giuseppe Fatigati (1943)
- Gian Burrasca, regia di Sergio Tofano (1943)
- Fabiola, regia di Alessandro Blasetti (1949)
- Una lettera all'alba, regia di Giorgio Bianchi (1949)
- Ridere! Ridere! Ridere!, regia di Edoardo Anton (1954)
- Totò cerca pace, regia di Mario Mattoli (1954)
- Il conte Aquila, regia di Guido Salvini (1955)
- Susanna tutta panna, regia di Steno (1957)
- Camping, regia di Franco Zeffirelli (1958)
- Adorabili e bugiarde, regia di Nunzio Malasomma (1958)
- Rascel Marine, regia di Guido Leoni (1958)
- Gambe d'oro, regia di Turi Vasile (1958)
- La cambiale, regia di Camillo Mastrocinque (1959)
- Appuntamento a Ischia, regia di Mario Mattoli (1960)
- Le signore, regia di Turi Vasile (1960)
- Pugni pupe e marinai, regia di Daniele D'Anza (1961)
- Mariti a congresso, regia di Luigi Filippo D'Amico (1961)
- Akiko, regia di Luigi Filippo D'Amico (1961)
- Copacabana Palace, regia di Steno (1962)
- Il giorno più corto, regia di Sergio Corbucci (1962)
- I Don Giovanni della Costa Azzurra, regia di Vittorio Sala (1962)
- I giorni contati, regia di Elio Petri (1962)
- Le voci bianche, regia di Pasquale Festa Campanile (1964)
- Su e giù, regia di Mino Guerrini (1965)
- Lo scippo, regia di Nando Cicero (1965)
- Il morbidone, regia di Massimo Franciosa (1966)
- Mano di velluto, regia di Ettore Fecchi (1966)
- Pronto... c'è una certa Giuliana per te, regia di Massimo Franciosa (1967)
- Jacqueline e gli uomini, regia di Jacques Pinoteau (1967)
- Io, Emmanuelle, regia di Cesare Canevari (1969)
- Noi siam come le lucciole, regia di Giulio Berruti (1976)
- Tutti gli anni una volta l'anno, regia di Gianfrancesco Lazotti (1993)
- Da cosa nasce cosa, regia di Andrea Manni (1997)
- Manuale d'amore 3, regia di Giovanni Veronesi (2011)
- Teresa Manganiello, sui passi dell'amore, regia di Pino Tordiglione (2012)

### Televisione

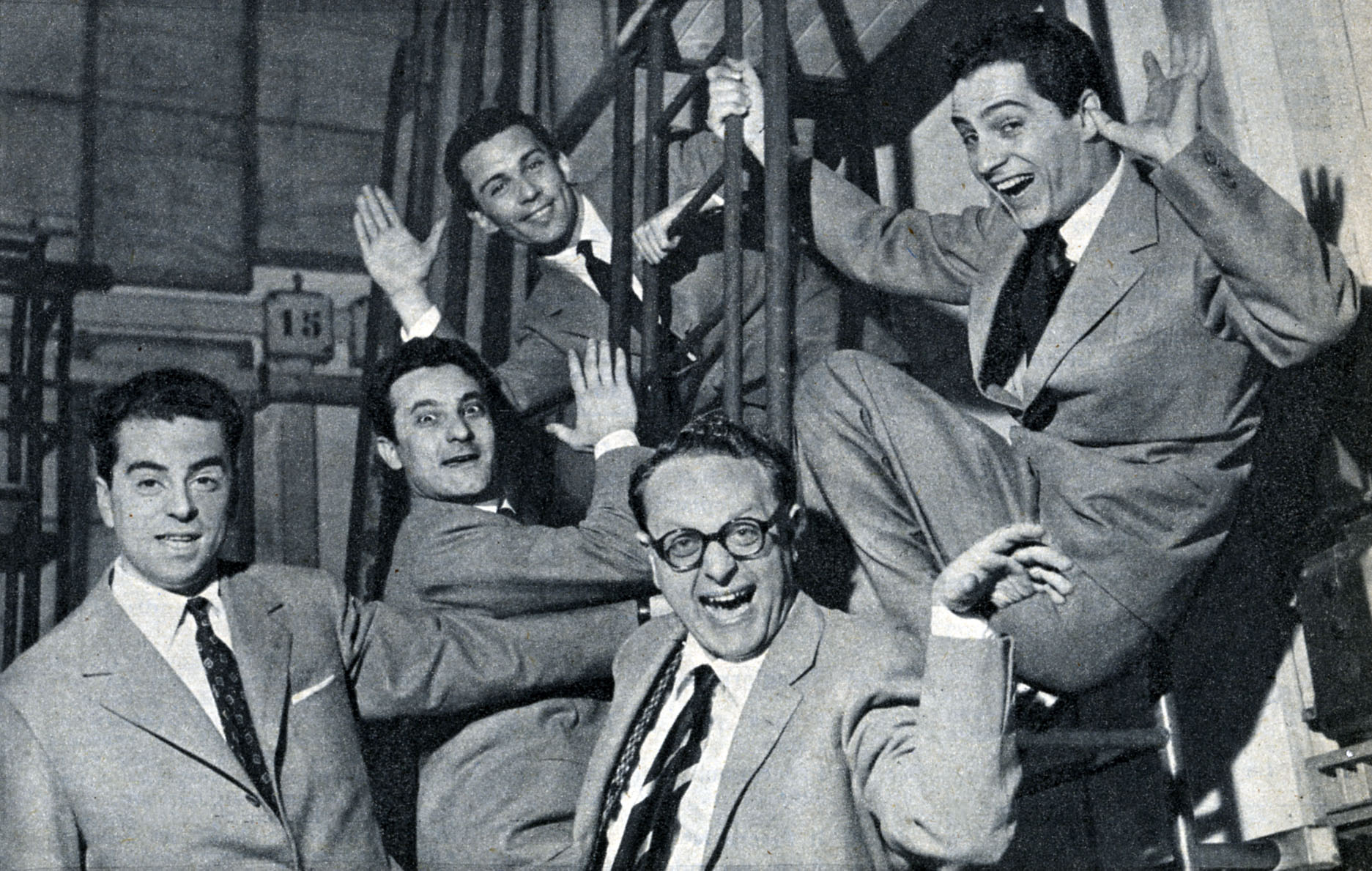
Nino Manfredi (a destra) con Raffaele Pisu, Pierluigi Pelitti, Paolo Ferrari e Gianni Bonagura nella compagnia del Teatro comico musicale della Rai di Roma nel 1954

- L'impazienza del capitano Tic, commedia di Eugène Labiche, regia dì Silverio Blasi, trasmessa il 26 agosto 1955.
- Un uomo sull'acqua, regia di Mario Ferrero (1955)
- La medicina di una ragazza malata di Paolo Ferrari (1955)
- Giorni felici, commedia di Andrea Puget, regia di Silverio Blasi, trasmessa il 24 febbraio 1956
- Al pappagallo verde di Arthur Schnitzler (1956).
- Mont Oriol, di Guy de Maupassant. Regia:Claudio Fino (1958)
- Roxy di Barry Conners (1958)
- Il cuore e il mondo di Lorenzo Ruggi (1958)
- Giallo club - Invito al poliziesco, episodio Sedici ore per non morire, regia di Stefano De Stefani (1959)
- Il cuore e il mondo, regia di Mario Landi (1959)
- Sigfrido di Jean Giraudoux (1959)
- La commedia di Rugantino, di Augusto Jandolo, regia di Guglielmo Morandi, trasmessa il 17 gennaio 1961.
- La granduchessa e il cameriere di Alfred Savoir (1963).
- Il giornalino di Gian Burrasca, di Vamba. Regia di Lina Wertmüller (1964), miniserie televisiva.
- Il perfetto amore di Roberto Bracco (1965)
- Inquisizione di Diego Fabbri (1965)
- Come le foglie di Giuseppe Giacosa, regia di Edmo Fenoglio, trasmesso nel programma nazionale il 26 marzo 1965.
- La nostra pelle di Sabatino Lopez, regia di Daniele D'Anza, trasmessa dal Programma Nazionale il 21 maggio 1965.
- L'ippocampo di Sergio Pugliese. Regia di Franco Enriquez (1966)
- Eduardo e Carolina di Marceau&B.Randone (1966)
- Lo squarciagola di Luigi Squarzina (1966)
- L'affare Kubinsky di László Fodor e László Lakatos, regia di Giuseppe Di Martino, trasmessa il 3 febbraio 1967.
- Holiday di Philip Barry (1967)
- La Roma di Moravia di D'anza e B.Randone (1967)
- Turcaret di Alain Lesage (1967)
- Morte di un vicino di Elaine Morgan (1967)
- Liliom di Ferenc Molnar (1968)
- La vedova scaltra di Carlo Goldoni (1968)
- Un grosso affare di Hulke&Paice (1968)
- Nero Wolfe (1969-1971)
- Papà Goriot di H. de Balzac (1970)
- Serata al Gatto Nero, regia di Mario Landi (1973), sceneggiato
- Accadde a Lisbona, regia di Luigi Lunari (1974), sceneggiato
- La complice di Thomas&Remy (1975).
- Esami di maturità di Ladislao Fodor (1981)
- La capannina di André Roussin (1983)
- Quei trentasei gradini (1984)
- Caffè nero di Agatha Christie (1984)
- Non si sa mai di G.B.Shaw (1984)
- Processo per l'ombra di un asino di Friederich Durrenmatt (1985)
- Macbeth di W.Shakespeare (1986)
- Disokkupati (1997)
- Non lasciamoci più, regia di Vittorio Sindoni, prima e seconda stagione (1999-2001)
- Don Luca, regia di Giorgio Vignali, (2000)
- Orgoglio, prima, seconda e terza serie
- Gli insoliti ignoti, regia di Antonello Grimaldi (2003)
- Incantesimo 9 e 10, soap opera (2007-2008)
- Ho sposato uno sbirro 2, episodio Vecchio conio (2010)
- Fratelli Benvenuti, regia di Paolo Costella (2010)
- Notte prima degli esami '82 (2011)
- Beyond the Mystery, regia di Franco Fraternale (2011)

#### Carosello
Paolo Ferrari partecipò anche a numerose serie della rubrica pubblicitaria televisiva Carosello:
- nel 1957 con Diana Dei per le zuppe Cirio (due cicli);
- nel 1959 con Scilla Gabel, Margherita Bagni e Alberto Carloni per l'Asti spumante Cinzano;
- nel 1960 con Hélène Rémy, Mimmo Craig, Mimma Di Terlizzi, Elisa Pozzi e Piero Nuti per l'Asti spumante Cinzano;
- nel 1961 con Hélène Rémy, Mimmo Craig e Nico Pepe per l'Asti spumante Cinzano;
- nel 1963, con Jaqueline Sassard per il liquore Strega della Alberti;
- dal 1965 al 1968 con Cip Barcellini e Martitia Palmer per i materassi a molle Permaflex;
- nel 1969 per i materassi a molle Permaflex;
- dal 1972 al 1976 per il sapone da bucato Dash della Procter & Gamble.

## Doppiaggio
- Humphrey Bogart nei ridoppiaggi de Il grande sonno, Il mistero del falco, Agguato ai tropici, Acque del sud, I bassifondi di San Francisco, Gli angeli con la faccia sporca, Il giuramento dei forzati, Il sapore del delitto e Convoglio verso l'ignoto
- Omar Sharif in Cavalieri selvaggi
- James Caan in Alien Nation
- François Périer in La visita
- David Niven in Scala al paradiso
- Franco Citti in Accattone, Edipo re
- Jean-Louis Trintignant in Il sorpasso e Estate violenta
- Pierre Brice in Akiko
- Albert Finney in Crocevia della morte
- Donald O'Connor in Cantando sotto la pioggia
- Tomas Milian in Dove vai tutta nuda?
- Richard Burton in La quinta offensiva
- Dean Martin in 10.000 camere da letto
- Cliff Robertson in Obsession - Complesso di colpa
- Gérard Philipe in Le donne degli altri
- Richard Widmark in La spia senza domani
- Maximilian Schell in Dossier Odessa e Quel rosso mattino di giugno
- Clive Francis in Arancia meccanica
- Roger Moore in Gold - Il segno del potere
- Claude Brasseur in Il tempo delle mele, Il tempo delle mele 2, Detective.
- Laurent Terzieff in Vanina Vanini
- David Holt in Coraggio di Lassie
- Gianni Meccia in I ragazzi del Juke-Box
- Jerry Lacy in Provaci ancora, Sam
- Charlton Heston in 2022 i sopravvissuti
- Martin West in Complotto di famiglia
- Francisco Rabal in Si può fare... amigo
- Armando Francioli in Il cavaliere di Maison Rouge
- Peter Jeffrey in L'abominevole dr. Phibes
- Ulisse in Ulysse 31
- Benjamin in L'improbabile storia di Peabody

## Televisione
- Orchestra della domenica (Programma Nazionale,  1954)
- Musica in vacanza, varietà con le orchestre di Lelio Luttazzi e Gorni Kramer, con Paolo Ferrari, Isa Bellini, e Alberto Bonucci, presentato da Adriana Serra, trasmessa il 6 aprile 1955, Programma Nazionale
- Giorni felici, di Andrea Puget, regia di Silverio Blasi, trasmessa il 24 febbraio 1956, Programma Nazionale
- Il Mattatore (Programma Nazionale, 1959)
- Giallo club - Invito al poliziesco (Programma Nazionale, 1959-1960)
- Il naso finto, varietà di Italo Terzoli e Bernardino Zapponi, presentato da Paolo Ferrari e Marisa Del Frate regia di Vito Molinari trasmesso luglio agosto 1963
- Vino, whisky e chewing-gum (Programma Nazionale, 1974)
- Ieri e oggi (Secondo Programma, 1974-1975)
- Pesaro Summer Show (Rete 1,  1977)

## Programmi radiofonici Eiar
- Ragazzi in fondo al cortile, commedia di Sergio De Vecchi, regia di Nino Meloni, trasmessa il 20 aprile 1942

## Radio
- La baracca dei saltimbanchi, commedia di Aleksander Blok, regia di Guglielmo Morandi, trasmessa il 22 dicembre (1950)
- La giara, di Luigi Pirandello, regia di Franco Rossi, trasmessa il 9 aprile 1952.
- Una moglie per Giasone di Enzo Maurri, regia di Nino Meloni, trasmessa il 23 giugno 1956.
- Torniamo a Matusalemme, di G. B. Shaw, regia di Guglielmo Morandi, trasmessa 19 dicembre 1956
- Rosso e nero n° 2, regia di Riccardo Mantoni (1955-1956), varietà.
- Vita con la moglie, burrasche e bonacce coniugali a cura di Mino Caudana, con Marina Bonfigli e Paolo Ferrari, settembre ottobre 1959
- I venditori di Milano, commedia di Ottiero Ottieri, regia di Flaminio Bollini, trasmessa il 16 agosto 1961
- Voi ed Io, programma radiofonico del mattino sul Programma Nazionale Radiorai dal lunedì al sabato dalle 9,15 alle 11,30 per un mese intero (Gennaio 1971/Giugno 1972/Dicembre 1973).
- Nastro di partenza (1973)
- Tutti insieme alla radio, (riusciranno i nostri ascoltatori a farvi divertire per un'intera mattinata?) programma d'intrattenimento radiofonico del mattino sul Secondo Programma (poi Radiodue) Radiorai dal lunedì al venerdì dalle 10,35 alle 12,10 nei mesi di ottobre e novembre 1975.
- La bella estate, regia Umberto Orti (1977) programma musicale a cura di Marcello Ciorciolini e Marcello Casco in coppia con Rita Savagnone ogni domenica pomeriggio dalle 15 alle 17 su Radiodue Radiorai dal 3 luglio al 25 settembre 1977.

## Discografia
- L'usignolo e la rosa - Favola di Oscar Wilde con Ariodante Marianni
- Kafka - Novelle

## Riconoscimenti
- Premio Flaiano sezione teatro[4]
  - 2002 – Premio all'interpretazione per Classe di ferro, di Aldo Nicolaj, regia di Francesco Macedonio